# Partido Nacionalsocialista Obrero Noruego
El Partido Nacionalsocialista Obrero Noruego (en noruego: Norges Nasjonalsocialistiske Arbeiderparti, NNSAP) fue un partido político extraparlamentario menor de tendencia nacionalsocialista en Noruega. El partido fue fundado en 1930, y disuelto en mayo de 1940.

## Historia
Diseñado ideológicamente en el Partido Nacionalsocialista Obrero Alemán (NSDAP), y propugnando una corriente pangermánica, muchos miembros del partido, y notablemente el fundador y primer líder Adolf Egeberg tenían vínculos organizacionales y personales con el NSDAP y las SS. Fundada como una "célula" nacionalsocialista en 1930, el partido obtuvo financiación de Eugen Nielsen, editor de Fronten, desde 1932 hasta un cisma en 1934 debido a un conflicto sobre el enfoque principalmente antimasónico de Nielsen, con el partido buscando desarrollar su ideología nacionalsocialista.
A principios de 1933, el NNSAP vio una oleada de estudiantes de gimnasios de Oslo unirse al partido, y según el movimiento comunista Mot Dag rival, el NNSAP se convirtió brevemente en la principal organización estudiantil de la ciudad. El partido tenía alrededor de mil miembros en su apogeo, pero fue rápidamente eclipsado por Nasjonal Samling (NS), fundado por Vidkun Quisling en mayo de 1933. Varios de los miembros originales y antiguos del partido, incluidos Egeberg, así como Egil Holst Torkildsen, Stein Barth-Heyerdahl y Eiliv Odde Hauge en algún momento abandonaron el grupo para unirse al NS. Según los informes, el aumento en el NNSAP había jugado un papel clave en impulsar la formación de la propia NS: Egeberg había permitido que Walter Fürst usara el desarrollo del partido y las amenazas de impugnar las elecciones parlamentarias de 1933 como presión contra Quisling (entonces miembro del Partido Agrario), que inicialmente dudó en formar un nuevo partido. El NNSAP fue dirigido por Yngvar Fyhn desde 1935 hasta 1940, cuando hizo lo mismo y se unió al NS. 
A pesar de estar inspirado en el NSDAP, el Partido Nacionalsocialista Obrero Noruego ha sido descrito como una asociación relativamente poco organizada. Durante la ocupación alemana de Noruega, los antiguos miembros del NNSAP fueron considerados los agentes noruegos más capaces para los servicios secretos alemanes. Muchos exmiembros que luego se unieron al NS continuaron siendo más proalemanes y menos leales a Quisling.